# 方远照
方远照（1883年—1914年2月），字曜亭、化名方觉，山东郯城人，辛亥革命烈士。
1909年，他曾就读于山东优级师范学堂。期间，受丁惟汾介绍而加入中国同盟会。1912年，当选山东临时省议会议员。翌年，又入读国立山东高等师范学校。二次革命失败后被靳云鹏抓捕，后被杀害。